# Ghetto
Ghetto là một phần của thành phố trong đó các thành viên của một dân tộc thiểu số sinh sống, thường là kết quả của áp lực xã hội, pháp lý hoặc kinh tế. Đây là một từ được sử dụng ở Venezia để mô tả khu vực mà người Do Thái buộc phải sống. Tuy nhiên, các xã hội ban đầu có thể đã hình thành các phiên bản riêng của cùng một cấu trúc; những từ giống như "khu ổ chuột" xuất hiện bằng các ngôn ngữ Hebrew, Yiddish, Ý, Đức, Pháp cổ và La tinh. Ghettos ở nhiều thành phố cũng được đặt biệt danh là "mui xe", tiếng lóng thông tục cho khu phố. Các phiên bản ghetto xuất hiện trên toàn thế giới, mỗi phiên bản có tên, phân loại và nhóm người riêng.